# Lomer Gouin
Joseph-Alfred-Lomer Gouin, né le 19 mars 1861 à Grondines et mort le 28 mars 1929 à Québec, est un homme politique québécois. Il est le premier ministre du Québec de 1905 à 1920, bâtonnier du Québec de 1910 à 1911 et lieutenant-gouverneur du Québec en 1929.

## Biographie

### Jeunesse

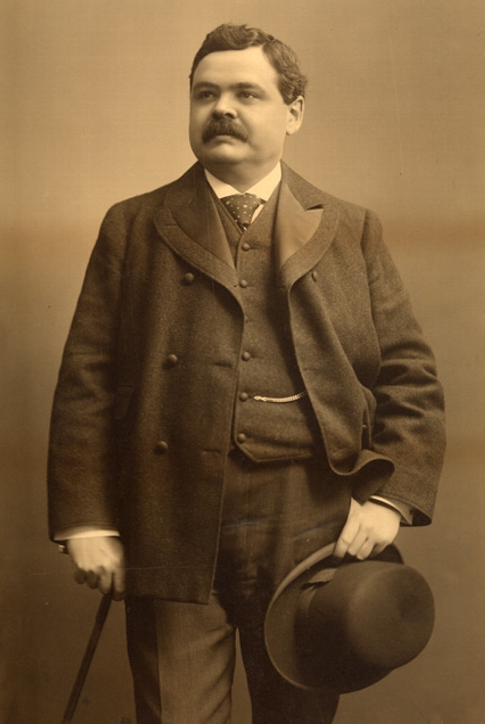
Lomer Gouin vers 1900.

Né le 19 mars 1861 à Grondines, Joseph-Alfred-Lomer Gouin est le fils de Joseph-Nérée Gouin, médecin, et de Séraphine Fugère,. Il étudie au Collège de Sorel, au Collège de Lévis et à la succursale de Montréal de l'Université Laval. Il est admis au Barreau de la province de Québec le 2 avril 1884. Le 24 mai 1888, il épouse Éliza Mercier, fille d'Honoré Mercier. Il épousera en secondes noces Alice Amos le 19 septembre 1911.

### Carrière politique
Élu pour la première fois député du Parti libéral du Québec à l'Assemblée législative du Québec lors de l'élection générale québécoise de 1897 dans le district électoral de Montréal no 2, Lomer Gouin est nommé le 3 octobre 1900 commissaire (ministre) des Travaux publics dans le gouvernement de Simon-Napoléon Parent. Il est réélu député à l'élection générale du 7 décembre 1900. Le 2 juillet 1901, il est nommé ministre de la Colonisation et des Travaux publics. Il est réélu député à l'élection générale du 25 novembre 1904. À la suite de sa démission du cabinet du premier ministre Simon-Napoléon Parent, il est réélu à l'élection partielle du 10 avril 1905. À l'élection de 1908, il est élu dans la circonscription de Portneuf mais défait dans Montréal no 2. À l'élection de 1912, il est élu simultanément dans Portneuf et dans Saint-Jean mais résigne son siège dans cette dernière circonscription le 14 novembre 1912. Il est réélu sans opposition dans Portneuf en 1916 et en 1919.

#### Premier ministre du Québec

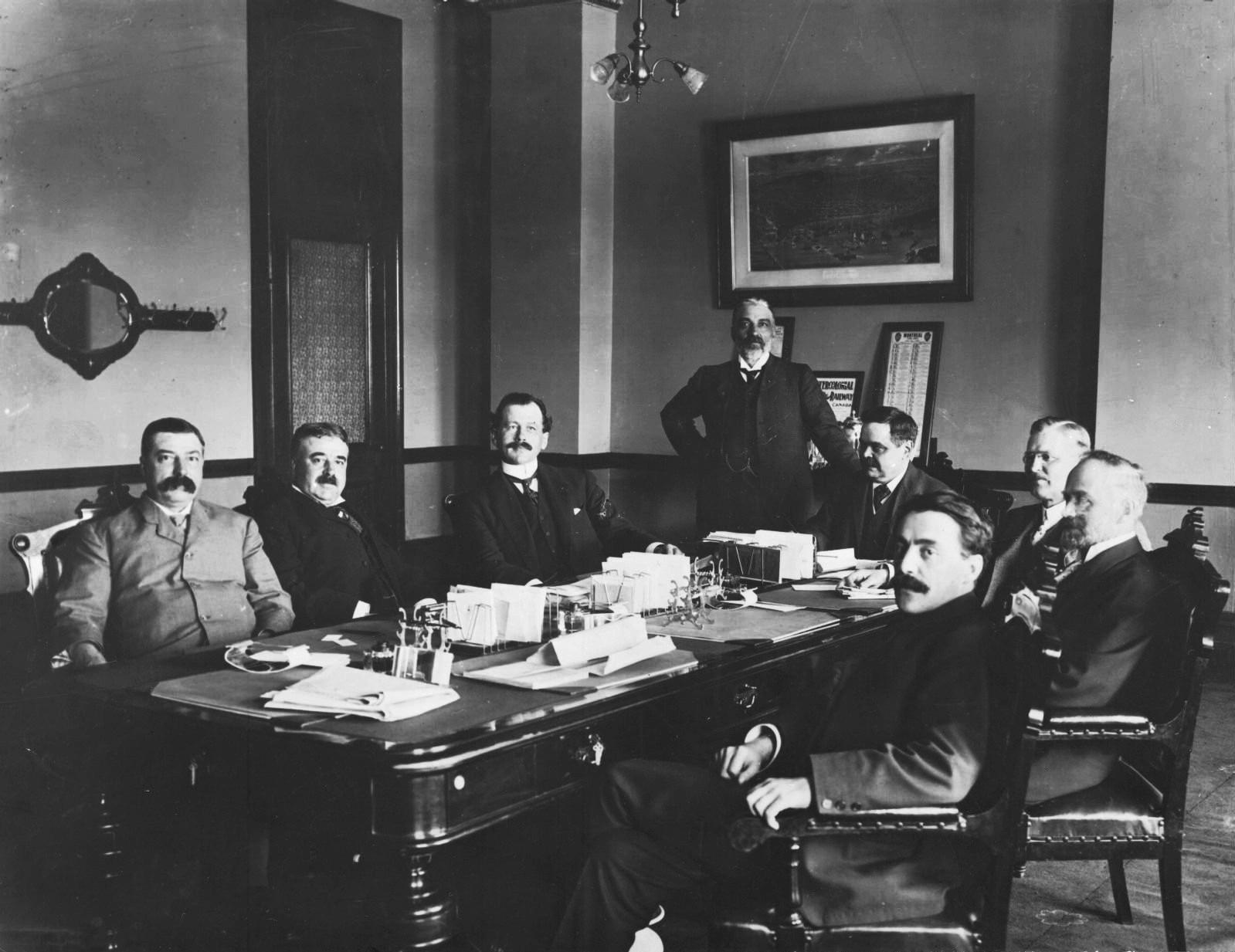
Le gouvernement Lomer Gouin, en 1905.

En 1905, il participe au coup de force qui évince Parent du pouvoir et il est choisi pour lui succéder comme chef du Parti libéral du Québec et premier ministre du Québec, poste qu'il occupe de 1905 à 1920,, remportant successivement quatre élections générales québécoises, en 1908, 1912, 1916 et 1919. Bien que défait par Henri Bourassa dans la circonscription de Montréal no 2 en 1908, il put conserver son siège en raison du mécanisme électoral qui permettait à l'époque de se présenter dans plus d'une circonscription. Bourassa, en effet, avait aussi été élu dans Saint-Hyacinthe lors de la même élection.
Son gouvernement est éclaboussé par le scandale de l'affaire Mousseau-Bérard-Bergevin en 1914. Un député libéral, Joseph-Octave Mousseau, ainsi que deux libéraux membres du Conseil législatif, acceptent un pot-de-vin en échange de l'adoption d'une loi privée. Le mandat du comité d'enquête demeure étroitement limité à cette affaire même si certains témoignages permettaient de croire en l'existence d'un système de corruption beaucoup plus important. Dès la démission du député Mousseau et des deux conseillers législatifs, le comité met fin à ses travaux. Plusieurs journalistes, dont Henri Bourassa du Devoir, se sont plaints que le comité ne s'était pas attaqué au système.
Premier ministre du Québec pendant plus de 15 ans, il est l'un de ceux à avoir occupé ce poste le plus longtemps (le 3e du classement, entre Taschereau et Bourassa). Il démissionne le 8 juillet 1920 et cède la place à son successeur, Louis-Alexandre Taschereau. Son gouvernement est sans doute le premier à se préoccuper à la fois du développement de la province et de l’amélioration des conditions de vie des milieux défavorisés par l’évolution sociale et économique.
Le 22 juillet 1920, il est nommé au Conseil législatif du Québec (division de Salaberry), mais il en démissionne en 1921 sans jamais y avoir occupé son siège et se lance en politique fédérale.

#### Ministre fédéral
Lors de l'élection fédérale du 6 décembre 1921, il est élu député du parti libéral à la Chambre des communes du Canada dans la circonscription électorale de Laurier—Outremont, et,le 29 décembre 1921, il est nommé au poste de ministre de la Justice et procureur général dans le gouvernement du premier ministre William Lyon Mackenzie King, qu'il occupe jusqu'à sa démission pour des raisons de santé le 3 janvier 1924. Il ne se représente pas comme député à l'élection fédérale générale de 1925.

#### Lieutenant-gouverneur du Québec

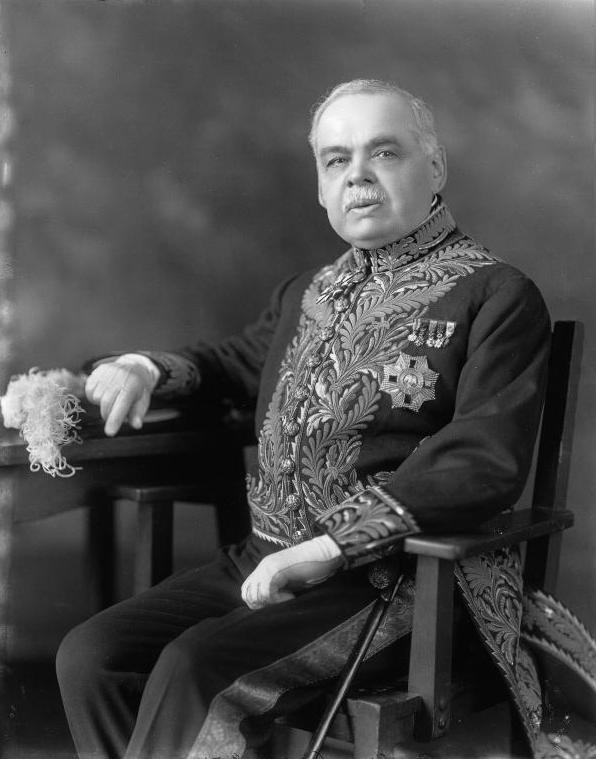
Lomer Gouin, alors lieutenant-gouverneur du Québec, quelque temps avant son décès en 1929.

Le 10 janvier 1929, il est nommé lieutenant-gouverneur du Québec.

### Décès
Il n'occupe ce poste que deux mois avant de mourir en fonction à Québec le 28 mars 1929, au moment où il s'apprête à présider la cérémonie de prorogation de la session de l'Assemblée législative.
Entré en 1897 au parlement sans fortune personnelle, il était millionnaire en 1912.
Lomer Gouin est enterré au cimetière Notre-Dame-des-Neiges, à Montréal.
Le fonds d'archives de la famille Mercier-Gouin est conservé au centre d'archives de Montréal de Bibliothèque et Archives nationales du Québec. Un fonds d'archives Sir Lomer Gouin est conservé à Bibliothèque et Archives Canada.

## Héraldique
| L'écu de Lomer Gouin se blasonne ainsi : D'azur cantonné d'une étoile d'or radiée de six pointes |

## Distinctions et hommages
Source : Assemblée nationale du Québec

### Ordres
- Officier de l'Ordre des Palmes académiques (1902)
- Chevalier de la Légion d'honneur (1907)
- Grand officier de l'Ordre de Léopold (1912)
- Commandeur de l'Ordre de Saint-Michel et Saint-George (1913)
- Commandeur de la Légion d'honneur (1920)
- Commandeur de l'Ordre de la Couronne (1920)

### Titres
- Conseiller de la reine (1899)
- Fait sir par le roi Édouard VII (1908)

### Doctorats honorifiques
- Université McGill (1911)
- Collège Bishop's (1913)
- Université de Toronto (1915)
- Université Queen's (1921)

### Toponymie

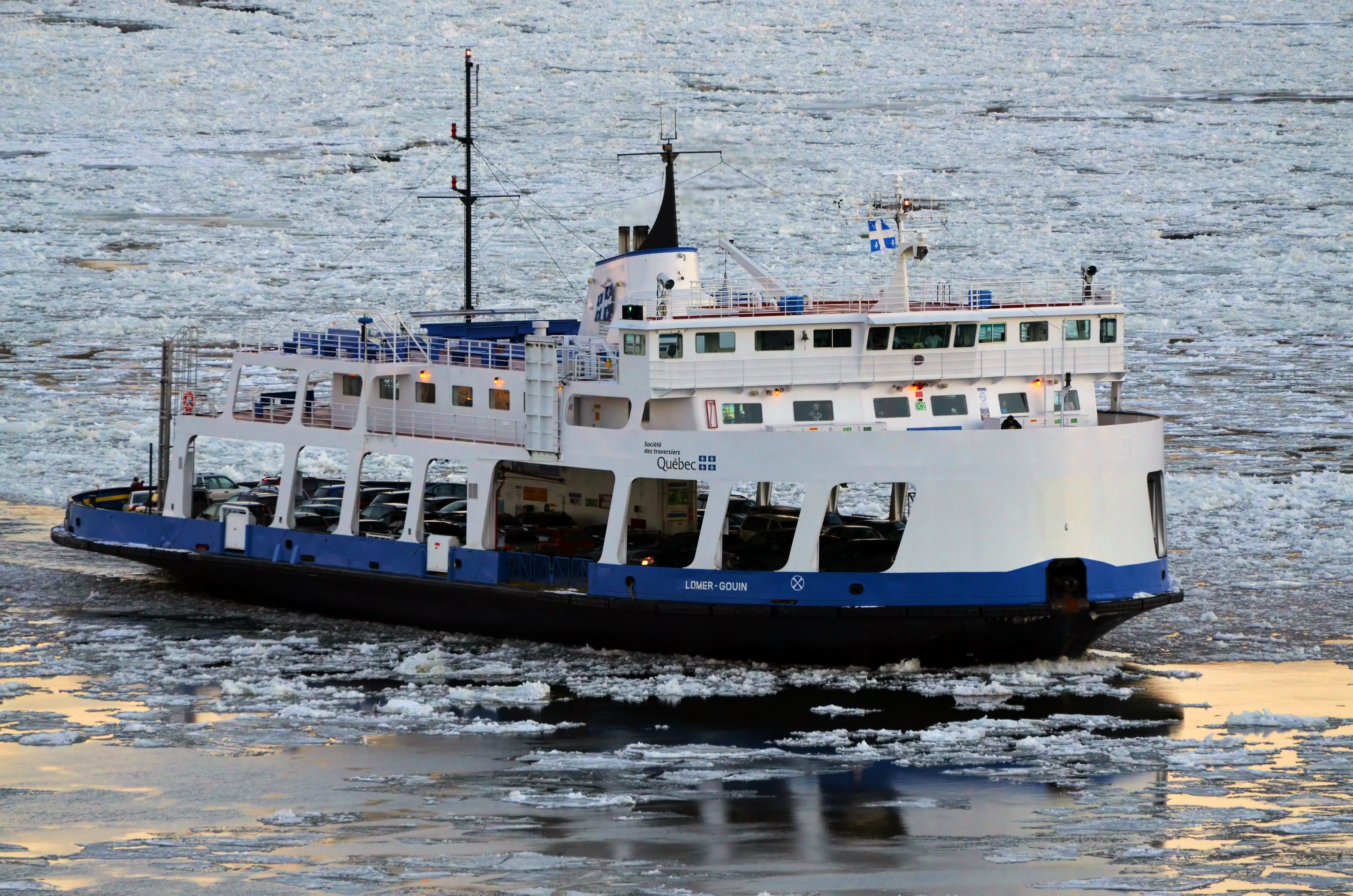
Le traversier Lomer-Gouin

Ont été nommés en l'honneur de Lomer Gouin, notamment : 
- Le boulevard Gouin, la plus longue rue de l'Île de Montréal ;
- La circonscription électorale provinciale du Québec de Gouin ;
- Le M.N. Lomer-Gouin, l'un des deux traversiers qui effectuent la liaison Québec-Lévis sur le fleuve Saint-Laurent ;
- Les rues Gouin et Place Gouin, à Shawinigan ;
- Le parc Lomer-Gouin, dans l'arrondissement d'Ahuntsic-Cartierville sur l'île de Montréal[14];
- Le pont Gouin, à Saint-Jean-sur-Richelieu[15] ;
- La rue Lomer-Gouin à Québec[16] ;
- Le réservoir Gouin et son barrage situé dans l'agglomération de La Tuque, en Mauricie, dans la partie centrale du Québec, au Canada[17] ;
- Le chemin Sir-Lomer-Gouin à Deschambault-Grondines[18].

## Résultats électoraux fédéraux

### Résultats électoraux de Lomer Gouin
À venir.

## Résultats électoraux provinciaux

### Résultats électoraux de Lomer Gouin
|       | Nom                            | Parti        | Nombre de voix | %      | Maj. |
| ----- | ------------------------------ | ------------ | -------------- | ------ | ---- |
|       | Lomer Gouin                    | Libéral      | 2 962          | 57,5 % | 769  |
|       | Olivier-Maurice Augé (sortant) | Conservateur | 2 193          | 42,5 % | -    |
| Total | Total                          | Total        | 5 155          | 100 %  |      |

|       | Nom                   | Parti   | Nombre de voix    | %                 | Maj.              |
| ----- | --------------------- | ------- | ----------------- | ----------------- | ----------------- |
|       | Lomer Gouin (sortant) | Libéral | (sans opposition) | (sans opposition) | (sans opposition) |
| Total | Total                 | Total   | -                 | -                 |                   |

|       | Nom                   | Parti   | Nombre de voix    | %                 | Maj.              |
| ----- | --------------------- | ------- | ----------------- | ----------------- | ----------------- |
|       | Lomer Gouin (sortant) | Libéral | (sans opposition) | (sans opposition) | (sans opposition) |
| Total | Total                 | Total   | -                 | -                 |                   |

|       | Nom                   | Parti   | Nombre de voix | %      | Maj.  |
| ----- | --------------------- | ------- | -------------- | ------ | ----- |
|       | Lomer Gouin (sortant) | Libéral | 3 420          | 87,2 % | 2 916 |
|       | Albert Saint-Martin   | Ouvrier | 504            | 12,8 % | -     |
| Total | Total                 | Total   | 3 924          | 100 %  |       |

|       | Nom                   | Parti              | Nombre de voix | %      | Maj. |
| ----- | --------------------- | ------------------ | -------------- | ------ | ---- |
|       | Henri Bourassa        | Ligue nationaliste | 2 937          | 50,4 % | 42   |
|       | Lomer Gouin (sortant) | Libéral            | 2 895          | 49,6 % | -    |
| Total | Total                 | Total              | 5 832          | 100 %  |      |

|       | Nom          | Parti        | Nombre de voix | %      | Maj. |
| ----- | ------------ | ------------ | -------------- | ------ | ---- |
|       | Lomer Gouin  | Libéral      | 2 752          | 58,9 % | 831  |
|       | Edmond Valin | Conservateur | 1 921          | 41,1 % | -    |
| Total | Total        | Total        | 4 673          | 100 %  |      |

|       | Nom                   | Parti        | Nombre de voix | %      | Maj.  |
| ----- | --------------------- | ------------ | -------------- | ------ | ----- |
|       | Lomer Gouin (sortant) | Libéral      | 3 159          | 61,6 % | 1 187 |
|       | Edmond Valin          | Conservateur | 1 972          | 38,4 % | -     |
| Total | Total                 | Total        | 5 131          | 100 %  |       |

|       | Nom                                       | Parti   | Nombre de voix | %      | Maj. |
| ----- | ----------------------------------------- | ------- | -------------- | ------ | ---- |
|       | Lomer Gouin                               | Libéral | 1 347          | 58,4 % | 386  |
|       | Narcisse-Arthur Sabourin alias Chouinière | Libéral | 961            | 41,6 % | -    |
| Total | Total                                     | Total   | 2 308          | 100 %  |      |

|       | Nom                   | Parti   | Nombre de voix    | %                 | Maj.              |
| ----- | --------------------- | ------- | ----------------- | ----------------- | ----------------- |
|       | Lomer Gouin (sortant) | Libéral | (sans opposition) | (sans opposition) | (sans opposition) |
| Total | Total                 | Total   | -                 | -                 |                   |

|       | Nom                   | Parti   | Nombre de voix    | %                 | Maj.              |
| ----- | --------------------- | ------- | ----------------- | ----------------- | ----------------- |
|       | Lomer Gouin (sortant) | Libéral | (sans opposition) | (sans opposition) | (sans opposition) |
| Total | Total                 | Total   | -                 | -                 |                   |

### Résultats électoraux du Parti libéral du Québec sous Gouin
| Partis | Partis              | Chef                    | Candidats | Sièges | Sièges | Voix    | Voix   | Voix     |
| Partis | Partis              | Chef                    | Candidats | 1904   | Élus   | Nb      | %      | +/-      |
| --- | ------------------- | ----------------------- | --------- | ------ | ------ | ------- | ------ | -------- |
| | Libéral             | Lomer Gouin             | 74        | 67     | 57     | 131 068 | 53,5 % | -1,90 %  |
| | Conservateur        | Pierre-Évariste Leblanc | 62        | 7      | 14     | 97 738  | 39,9 % | +13,19 % |
| | Ligue nationaliste  |                         | 3         | 0      | 3      | 6 298   | 2,6 %  | 1,51 %   |
| | Libéral indépendant | Libéral indépendant     | 4         | -      | -      | 3 941   | 1,6 %  | -10,94 % |
| | Indépendant         | Indépendant             | 8         | -      | -      | 5 787   | 2,4 %  | -        |
| Total | Total               | Total                   | 151       | 74     | 74     | 244 832 | 100 %  |          |
| Le taux de participation lors de l'élection était de 63,4 % et 3 577 bulletins ont été rejetés. Il y avait 415 829 personnes inscrites sur la liste électorale pour l'élection, toutefois seules 391 609 personnes avaient plus d'un candidat dans leur district. |                     |                         |           |        |        |         |        |          |

| Partis | Partis              | Chef                   | Candidats | Sièges | Sièges | Voix    | Voix   | Voix    |
| Partis | Partis              | Chef                   | Candidats | 1908   | Élus   | Nb      | %      | +/-     |
| --- | ------------------- | ---------------------- | --------- | ------ | ------ | ------- | ------ | ------- |
| | Libéral             | Lomer Gouin            | 80        | 57     | 62     | 155 958 | 53,5 % | +0,01 % |
| | Conservateur        | Joseph-Mathias Tellier | 76        | 14     | 16     | 125 277 | 43 %   | +3,09 % |
| | Ouvrier             |                        | 3         | -      | 1      | 3 751   | 1,3 %  | -       |
| | Libéral indépendant | Libéral indépendant    | 5         | -      | -      | 2 864   | 1 %    | -0,63 % |
| | Ligue nationaliste  |                        | 2         | 3      | 1      | 2 703   | 0,9 %  | -1,64   |
| | Indépendant         | Indépendant            | 3         | -      | 1      | 739     | 0,3 %  | -2,11 % |
| Total | Total               | Total                  | 169       | 74     | 81     | 291 292 | 100 %  |         |
| Le taux de participation lors de l'élection était de 62,1 % et 3 378 bulletins ont été rejetés. Il y avait 479 521 personnes inscrites sur la liste électorale pour l'élection, toutefois seules 474 446 personnes avaient plus d'un candidat dans leur district. |                     |                        |           |        |        |         |        |         |

| Partis | Partis              | Chef                | Candidats | Sièges | Sièges | Voix    | Voix   | Voix    |
| Partis | Partis              | Chef                | Candidats | 1912   | Élus   | Nb      | %      | +/-     |
| --- | ------------------- | ------------------- | --------- | ------ | ------ | ------- | ------ | ------- |
| | Libéral             | Lomer Gouin         | 78        | 62     | 75     | 126 266 | 60,6 % | +7,03 % |
| | Conservateur        | Philémon Cousineau  | 55        | 16     | 6      | 73 147  | 35,1 % | -7,92 % |
| | Libéral indépendant | Libéral indépendant | 7         | -      | -      | 7 207   | 3,5 %  | +2,48 % |
| | Ouvrier             |                     | 2         | -      | -      | 1 832   | 0,9 %  | -0,41 % |
| Total | Total               | Total               | 142       | 78     | 81     | 208 452 | 100 %  |         |
| Le taux de participation lors de l'élection était de 62,5 % et 2 767 bulletins ont été rejetés. Il y avait 485 936 personnes inscrites sur la liste électorale pour l'élection, toutefois seules 337 696 personnes avaient plus d'un candidat dans leur district. |                     |                     |           |        |        |         |        |         |

| Partis | Partis              | Chef                | Candidats | Sièges | Sièges | Voix    | Voix   | Voix     |
| Partis | Partis              | Chef                | Candidats | 1916   | Élus   | Nb      | %      | +/-      |
| --- | ------------------- | ------------------- | --------- | ------ | ------ | ------- | ------ | -------- |
| | Libéral             | Lomer Gouin         | 79        | 75     | 74     | 67 292  | 51,9 % | -8,66 %  |
| | Conservateur        | Arthur Sauvé        | 20        | 6      | 5      | 21 990  | 17 %   | -18,13 % |
| | Libéral indépendant | Libéral indépendant | 22        | -      | -      | 21 902  | 16,9 % | +13,52 % |
| | Ouvrier             |                     | 7         | -      | 2      | 12 596  | 9,7 %  | +8,84 %  |
| | Libéral démocrate   |                     | 5         | -      | -      | 4 399   | 3,4 %  | -        |
| | Libéral ouvrier     | Libéral ouvrier     | 1         | -      | -      | 1 457   | 1,1 %  | -        |
| Total | Total               | Total               | 134       | 81     | 81     | 129 636 | 100 %  |          |
| Le taux de participation lors de l'élection était de 55,1 % et 1 448 bulletins ont été rejetés. Il y avait 480 020 personnes inscrites sur la liste électorale pour l'élection, toutefois seules 238 052 personnes avaient plus d'un candidat dans leur district. |                     |                     |           |        |        |         |        |          |